# Koszmosz–51
A Koszmosz–51 (oroszul: Космос–51) a Koszmosz műholdak, ezen belül a DSZ-MT műholdsorozata tagja. Technológiai műhold, a meteorrajok tanulmányozására indították.

## Küldetés
Fő programja az új elektromos tájolási műszer (csillagászati) technikai próbája, elősegítve a mozgáselemek (emelkedés-süllyedés, balra-jobbra tolódás, közelítés-távolodás) tökéletesítését. Az emberes űrkutatási program végrehajtását segítette.

## Jellemzői
Az OKB–1 tervezőirodában kifejlesztett és építését felügyelő műhold. Üzemeltetője a szovjet Tudományos Akadémia.
1964. december 9-én a Kapusztyin Jar rakétakísérleti lőtérről a Majak–2 indítóállásából Koszmosz–2I (63SZ1) típusú hordozórakétával juttatták pályára. Az orbitális egység alacsony Föld körüli pályán teljesített szolgálatot. A 92,4 perces, 48.7 fokos hajlásszögű, elliptikus pálya elemei: perigeuma 259 kilométer, apogeuma 530 kilométer volt. Hasznos tömege 350 kilogramm. A sorozat felépítését, szerkezetét, alapvető fedélzeti rendszereit tekintve egységesített, szabványosított tudományos-kutató űreszköz. Áramforrása kémiai akkumulátor és napelemek kombinációja.
Programja megegyezett a Koszmosz–31-gyel. Meghatározott űrkutatási és katonai programot hajtott végre, adatgyűjtést folytatva a Föld sugárzási övezeteinek vizsgálatához. Szolgálatával hozzájárult a különböző űrtechnikák fejlesztéséhez.
1965. november 14-én földi parancsra belépett a légkörbe és hagyományos – ejtőernyős leereszkedés – módon visszatért a Földre.